# Darko Bodul
Darko Bodul (Sarajevo, 11 gennaio 1989) è un calciatore croato naturalizzato austriaco, attaccante del Wolfsthal.
È fratello di Dragan Bodul, anch'egli calciatore.

## Carriera
Ha iniziato la sua carriera nelle giovanili dell'Heerenveen e nel 2008 è stato acquistato dall'Ajax. Ha giocato principalmente con la squadra giovanile, ma l'8 gennaio 2009 ha esordito in Eredivisie contro il Vitesse. Nell'estate del 2009 è stato ceduto in prestito allo Sparta Rotterdam per trovare maggiore spazio, segnando il suo primo gol in campionato nella partita persa 4-1 contro l'RKC Waalwijk.
Nel gennaio del 2011 è passato a titolo definitivo al Nacional de Madeira.

## Palmarès

### Competizioni nazionali
- Campionato bielorusso: 1

Šachcër Salihorsk: 2020